# Sankt Sigfrid (småort)
Sankt Sigfrid är en småort och kyrkby i Sankt Sigfrids socken i Nybro kommun.  Orten är belägen cirka åtta kilometer sydost om centrala Nybro, söder om S:t Sigfridsån, som är ett biflöde till Ljungbyån.